# Icius crassipes
Icius crassipes là một loài nhện trong họ Salticidae.
Loài này thuộc chi Icius. Icius crassipes được Eugène Simon miêu tả năm 1868.